# アルコロン州

アルコロン州

アルコロン州（アルコロンしゅう、英語：State of Ngarchelong）は、パラオ共和国のバベルダオブ島北端にある州の一つ。ここより北にある州はカヤンゲル州のみである。現地の発音が「ガラロン」に近いため、パラオ現地の日系ツアー会社などではこちらを採用する例が多い。アルコロンは重要な史跡があり、発掘調査が行われている。

## 概要

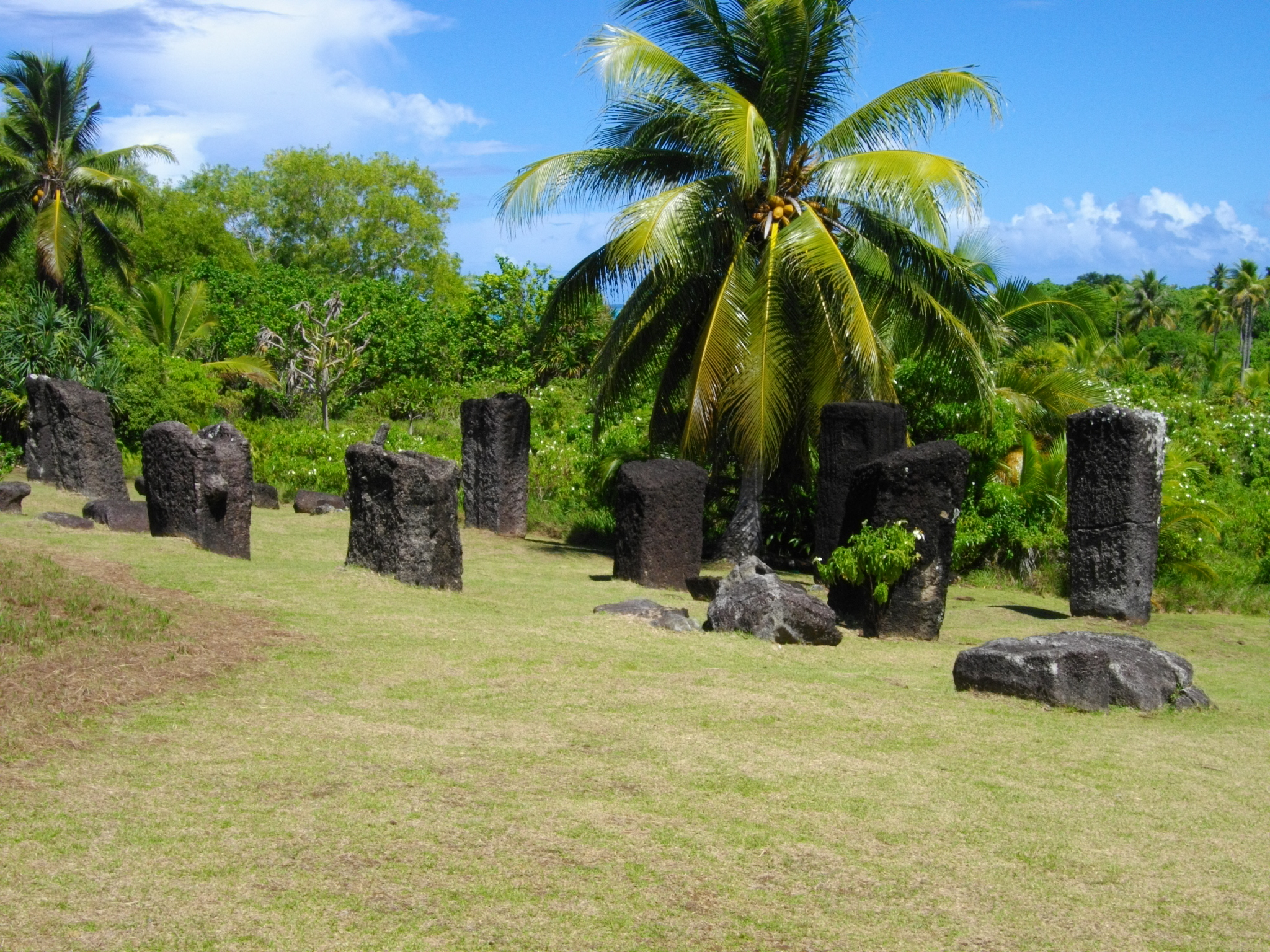
バドルルアウ遺跡

バベルダオブ島最北端に位置し、ガラルド州に隣接する。ここにはバドルルアウ遺跡という古代遺跡があり、巨石柱（ストーン・モノリス）が辺り一帯に点在している。この巨石柱の中で人の顔のように彫られているものは「ストーン・フェイス」と呼ばれている。他にもコンレイの石棺など多くの遺跡が残されている。
人口は361人（2015年）で、州都はMengellangである。面積はわずか10㎢ほどで、パラオの州の中で3番目に小さい。
MengellangとOlleiには州の人口が集中している。

## 教育
教育省が公立学校を運営している。
アルコロン小学校は1947年に設立され、1953年にYebong集落のバイからMengellangの現在の場所に移動した。現在の建物は1964年に建てられたものである。ガラルド州のガラルド小学校はアルコロン小学校から分離したものである。
コロールにあるパラオ高等学校はこの国唯一の高校なので、アルコロンの子どもたちも通学している。

## 対外関係

### 姉妹都市･提携都市
- 基隆市（中華民国 台湾省）